# Erndorf
Erndorf (fränkisch: Ehrndorf bzw. Erndorf) ist ein Gemeindeteil der Stadt Leutershausen im Landkreis Ansbach (Mittelfranken, Bayern). Erndorf liegt in der Gemarkung Jochsberg.

## Geografie
Der Weiler liegt etwa 2 km nordwestlich der Stadtmitte von Leutershausen am linken Rand der Altmühl-Aue. Der Sachsaugraben zieht am Ort vorbei und mündet hundert Meter weiter von rechts in die Altmühl, auf dessen anderer Seite wenig abwärts das Dorf Jochsberg der Stadt liegt. 0,5 km nördlich beginnt das Waldgebiet Seeholz, weniger als einen Kilometer nordöstlich steht oberhalb einiger Weiher am Sachsaugraben der Nachbarweiler Kressenhof. 
Eine Gemeindeverbindungsstraße führt von Höchstetten 1,6 km im Nordwesten weiter aufwärts an der Altmühl zur Kreisstraße AN 3 0,5 km weiter im Südosten, die Jochsberg mit dem zentralen Leutershausen verbindet. Eine weitere Gemeindeverbindungsstraße führt nach Kressenhof zur Staatsstraße 2245.

## Geschichte
Der Ort wurde im Würzburger Lehnbuch, das im Zeitraum zwischen 1303 und 1313 entstanden ist, als „Erbendorf“ erstmals urkundlich erwähnt. Das Bestimmungswort des Ortsnamens ist der Personenname Eribo. Eine Person dieses Namens ist als Gründer der Siedlung anzunehmen.
Laut einer Auflistung von 1342 besaß das Kanonikerstift Ansbach in Erndorf eine Mühle. Im 14. Jahrhundert besaß der Bischof von Würzburg zwei Mühlen und den Weingarten von Erndorf, die als Lehen vergeben wurden. Der Weiler von drei Gütern gehörte dann der Herrschaft Seckendorff auf Jochsberg; die dortige Burg wurde 1391 zusammen mit weiteren Lehen, darunter auch Erndorf, von den Burggrafen von Nürnberg an Wilhelm von Seckendorff zu Jochsberg verliehen. Als 1423 Jörg von Seckendorff die Burg Jochsberg an Conz Lesch verkaufte, gehörten dazu mehrere Weiher bei Erndorf und der Mühle; spätestens 1440 hatte Jörg von Seckendorff diese Güter wieder zurückgekauft. Zur Burg gehörte mit kurzer Unterbrechung im 15. Jahrhundert die gesamte Obrigkeit und Gerichtsbarkeit über ihre Zugehörungen, also auch über Erndorf. Im Jahre 1544 wurde der Weiler als Zugehörung zur Burg Jochsberg so beschrieben: Hof mit Zugehörung, Peunt, Gärtlein, Mühle, Söldengut. 1604 ist in einem markgräflichen Lehenbrief über die Burg Jochberg von Erndorf als Zugehörung als einem Hof und der „Großen Mühle/Wolfsmühle“ die Rede. Im 16-Punkte-Bericht von 1608 des brandenburg-ansbachischen Amtes Leutershausen waren vier Untertanen in Erndorf verzeichnet, die allesamt dem Rittergut Jochberg unterstanden.
Nach Einziehung des erledigten Seckendorffschen Lehens saß ab 1632 ein vom Markgraf eingesetzter Vogt auf der Burg Jochsberg; dem nunmehr brandenburg-ansbachischen Amt Jochsberg gehörten auch die vier Mannschaften Erndorfs, darunter die Mühle. In den Vetterschen Oberamtsbeschreibungen von 1732 heißt es von Erndorf, dass die Ansiedelung aus zwei (Köbler-)Gütern und der Simonsmühle besteht, die zum Vogtamt Jochsberg gehören, das auch die Dorf- und Gemeindeherrschaft ausübt; der Zehnt musste nach Colmberg gegeben werden. Die Fraisch über die drei Untertanen übte das brandenburg-ansbachische Stadtvogteiamt Leutershausen aus. Daran änderte sich nichts bis zum Ende des Alten Reiches. Von 1797 bis 1808 unterstand der Ort dem Justizamt Leutershausen und Kammeramt Colmberg.
Das bei Erndorf gelegene, seit dem 15. Jahrhundert genannte „Büttnersdorf/Buttmannsdorf/Bundersdorff/Bündersdorf/Bittendorf“, ein Schafhof, ist in Erndorf aufgegangen; so heißt es in der Auflistung der Rezatkreis-Orte von 1818 „Erndorf oder Büttnersdorf“.
Im Rahmen des Gemeindeedikts wurde Erndorf dem 1808 gebildeten Steuerdistrikt Jochsberg zugeordnet. Es gehörte auch der 1810 gegründeten Ruralgemeinde Jochsberg an.
Im Zuge der Gebietsreform in Bayern ließ sich die Gemeinde Jochsberg zum 1. Januar 1972 in die Stadt Leutershausen eingemeinden; seither ist Erndorf ein Gemeindeteil von Leutershausen.

### Baudenkmal
- Haus Nr. 3: Simonsmühle, Mühl- und Wohnhaus, zweigeschossiges Gebäude mit Halbwalmdach, mit Fachwerkgiebel, 1700, bezeichnet 1790.[23]

### Einwohnerentwicklung
| Jahr      | 001818 | 001840 | 001861 | 001871 | 001885 | 001900 | 001925 | 001950 | 001961 | 001970 | 001987 |
| Einwohner | 46     | 17     | 20     | 16     | 21     | 10     | 13     | 13     | 9      | 8      | 11     |
| Häuser    | 7      | 3      |        |        | 3      | 3      | 2      | 2      | 2      |        | 3      |
| Quelle    | [ 19 ] | [ 25 ] | [ 26 ] | [ 27 ] | [ 28 ] | [ 29 ] | [ 30 ] | [ 31 ] | [ 32 ] | [ 33 ] | [ 1 ]  |

## Religion
Der Ort ist seit Reformation evangelisch-lutherisch geprägt und bis heute nach St. Peter (Leutershausen) gepfarrt. Die Einwohner römisch-katholischer Konfession sind nach Kreuzerhöhung (Schillingsfürst) gepfarrt.